# Middleton Scriven
Middleton Scriven – wieś i civil parish w Anglii, w hrabstwie Shropshire, w dystrykcie (unitary authority) Shropshire. W 2011 roku civil parish liczyła 146 mieszkańców. Middleton jest wspomniana w Domesday Book (1086) jako Scriven Middeltone.